# Емцы (Хмельницкая область)
Емцы (укр. Ємці) — село в Староконстантиновском районе Хмельницкой области Украины.
Население по переписи 2001 года составляло 157 человек. Почтовый индекс — 31175. Телефонный код — 3854. Занимает площадь 0,868 км². Код КОАТУУ — 6824280402.

## Местный совет
31175, Хмельницкая обл., Староконстантиновский р-н, с. Баглаи